# Liste de villes fantômes
Voici une liste de villes fantômes, classées par continent, puis par pays. Ces lieux sont toujours existants, éventuellement en ruines, mais accessibles et désertés par leur population en raison de causes externes : tarissement de l'activité économique, disparition des ressources naturelles, catastrophe naturelle ou humaine, accident industriel, guerre...

## Afrique

### Angola
- Saint-Martin-des-Tigres, village fantôme, ancien centre de pêche[1].

### Maroc
- Ahouli, est un village minier au Maroc. Autrefois l’un des plus importants gisements de plomb du Maroc, les mines voisines d’Ahouli et de Mibladen sont désormais à l’abandon. Le village est situé à 25 kilomètres de Midelt. Depuis plus de dix ans, des mineurs clandestins, plus de 45 000 hommes et femmes, en permanence 3 500, s'engouffrent chaque jour dans ses galeries au péril de leur vie.

### Namibie

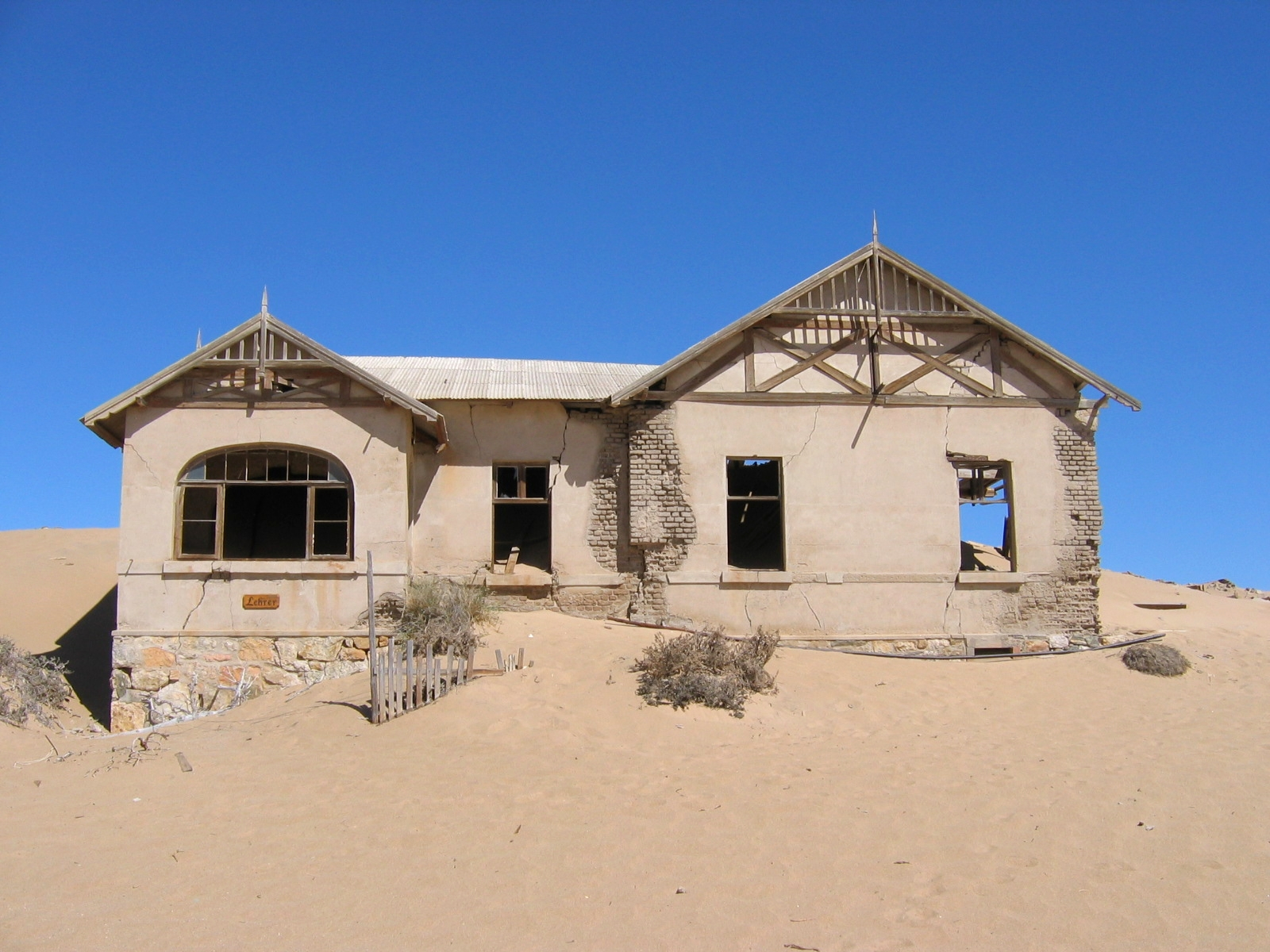
Ville de Kolmanskop, en Namibie.

- Bogenfels (en)
- Elizabeth Bay
- Grillenthal
- Kolmanskop
- Pomona (en)

### République centrafricaine
- Goroumo (en), Beogombo Deux, et Paoua sont parmi les villages fantômes créés par les forces armées de 2005 à 2008[2],[3].
- Lere (République centrafricaine)[4]

### Sahara occidental
- Lagouira, village fantôme situé à l'extrême sud-ouest du Sahara occidental. Sous contrôle de la Mauritanie.

### Soudan du Sud
- Lukangol (en), détruite pendant les conflits inter-ethniques de 2011. Avant sa destruction, la ville comptait 20 000 habitants[5].

### Tunisie

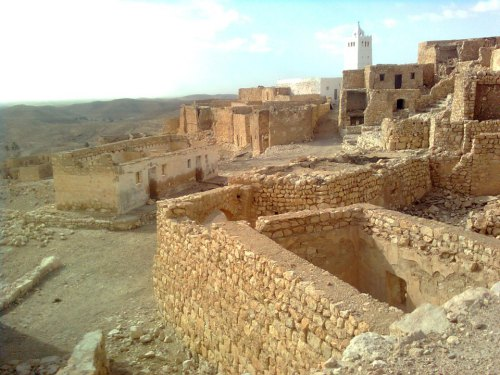
Ville de Zraoua, en Tunisie.

- Zraoua[6], village berbère au sud de la Tunisie, a presque 2000 ans. Ce village au sud tunisien était abandonné et perdu au milieu de paysages montagneux.

## Amérique

### Argentine
- Villa Epecuén

### États-Unis
- Acron
- Bodie
- Rhyolite[7]
- Saint Elmo
- Bisbee (fondée en 1875 par le prospecteur Hugh Jone)
- Bumble Bee
- Cerro Gordo
- Charleston
- Cherry
- Cochise
- Fairbank
- Gleeson
- Goldfield
- Hyder
- Jerome Junction
- Johnson (en)
- Swansea
- Tombstone (fondée en 1879 par le prospecteur Ed Schieffelin)
- Chastres
- Hartland
- Manchester
- Auraria
- Kaimū
- Kalapana
- Kapoho
- Kaskaskia
- Dogtown (sur Cape Ann, entre les villes actuelles de Rockport et Gloucester)
- Frenchtown (en)
- Portage
- Richland
- Love Canal
- Moonville
- Centralia
- Picher
- Pithole
- Cisco
- Grafton
- Thistle
- Jamestown

### Canada
- Baie-Sainte-Claire (Québec)
- Gagnon (Québec)
- Kitsault (Colombie-Britannique)
- Labrieville (Québec)
- Nitchequon (Québec)
- Paris (Yukon)
- Val-Jalbert (Québec)
- Joutel (Québec)
- Saint-Jean-Vianney (Québec)
- Saint-Louis-de-Gonzague-du-Cap-Tourmente (Québec)

### Chili
- Humberstone (Chili)
- Sewell (Chili)

### Bolivie
- Armero, inondée par un lahar lors de l'éruption du Nevado del Ruiz en 1985
- San Antonio del Nuevo Mundo, cité minière

### Brésil
- Fordlândia[8]

### Géorgie du Sud
- Grytviken en Géorgie du Sud (dépendance du Royaume-Uni)

### Montserrat
- Plymouth à Montserrat, Territoire britannique d'outre-mer

## Asie

### Azerbaïdjan
- Agdam, capitale d'Agdam Rayon et ville fantôme située au sud-ouest de l'Azerbaïdjan[9]. Agdam est actuellement une ville en ruine et inhospitalière à la suite de la fuite de ses habitants en 1993 pendant le conflit armé du Nagornyi Karabagh [10],[11].

### Birmanie
- Naypyidaw, la nouvelle capitale birmane construite en 2006, a coûté l'équivalent de près de 4 milliards d'euros, mais est quasi déserte[12].

### Chine
- Ordos, district de Kang Bashi[13]. Il ne s'agit pas réellement d'une ville fantôme mais d'une ville peu habitée en 2015, le taux d'habitants croissant depuis cette période.
- Tiandu Cheng, considérée comme ville fantôme avec 2 000 habitants un an après ses débuts en 2015, elle comporte 30 000 habitants en 2018[14].

### Chypre
- Varosha

### Corée du Nord
- Panmunjeom, village nord-coréen proche de la frontière avec la Corée du Sud, connu pour avoir été le lieu de signature de l'armistice de la guerre de Corée.

### Inde
- Daulatabad
- Dholavira
- Fatehpur Sikri, Uttar Pradesh
- Gaur
- Hampi
- Lakhpat (en)
- Lothal
- Mândû
- Old Goa
- Pandua
- Pavagadh
- Ross island (Andaman)
- Somnathpur
- Vijayanagara, possiblement la seconde plus grande ville au monde en 1500, avec 500 000 habitants[15].

### Iran
- Soltaniyeh[16]
- Choqa Zanbil

### Irak
- Babylone

### Japon
- Hashima, ancienne île habitée de 1887 à 1974. Une fois connue pour avoir eu la plus grande densité de population (en 1959, 83 500 habitants par km²[17]).
- Nara Dreamland, parc d'attractions abandonné.
- Okuma, Namie, Futaba, villes situées à proximité de la centrale nucléaire de Fukushima Daiichi ou dans la zone d'exclusion de celle-ci.
- L'île d'Ikeshima était une ville minière de la préfecture de Nagasaki. La ville avait une population estimée à plus de 10 000 habitants, mais après la fermeture des mines de charbon en 2001, des milliers de personnes sont parties. En 2018, elle comptait 130 habitants.

### Mongolie
- Mardai, ville minière d'extraction uranium.

### Ouzbékistan
- Kantubek

### Russie asiatique
- Kadykchan
- Gamsutl, au Daguestan

### Taïwan
- Sanzhi

### Thaïlande
- La vieille ville d'Ayutthaya, ancienne capitale du pays, abandonnée en 1767.

### Turquie

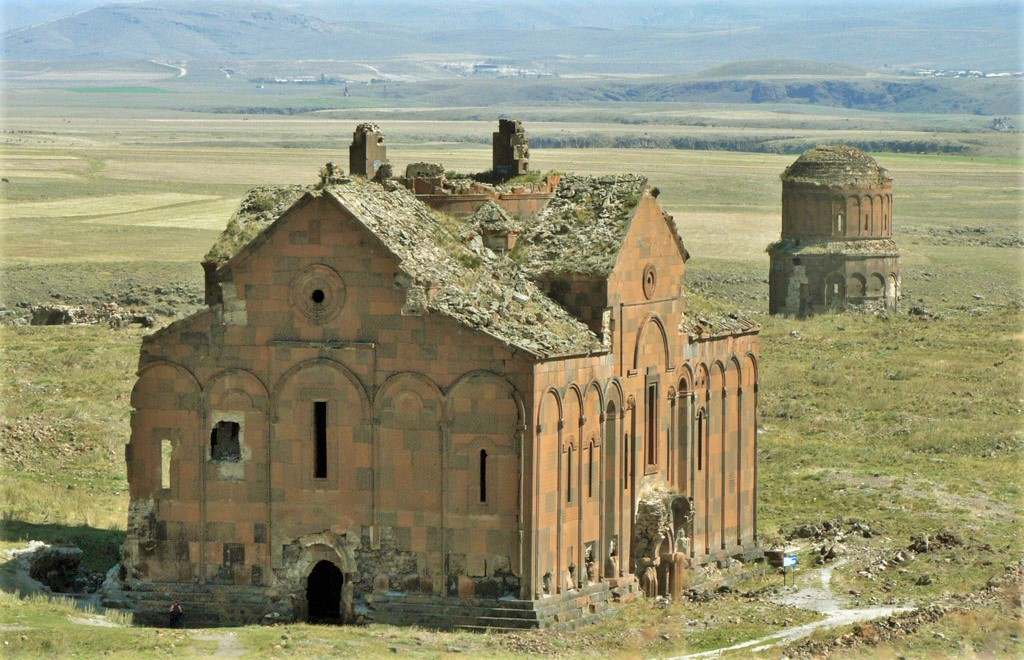
La cathédrale ruinée d'Ani.

- Ani
- Kayaköy[8]
- Sazak, près de Karaburun

## Europe

### Allemagne
- Otzenrath[18], à l'Ouest de l'Allemagne
- Un quartier de Beelitz, au sud-ouest de Berlin.
- Horno un village près de Cottbus
- Bernstorf, cité bavaroise de l'Âge de Bronze, recouverte par une forêt.

### Belgique
- Doel (village de la commune de Beveren, abandonné pour permettre la construction du port du Pays de Waes et l'agrandissement de la centrale nucléaire de Doel. En 2019, une victoire en justice permet à Doel de ne pas être rasé[19].
- Reinhartzhof (commune d'Eupen, abandonné pour sécuriser la qualité des eaux du barrage de la Vesdre)
- Romeldange (commune de Fauvillers)

### Espagne
- Valdeluz, à 60 km de Madrid. Environ 2300 habitants en 2015 pour une capacité de 15 000 habitants. Ville victime de la crise[20].
- Seseña (Tolède)
- Abades, village des alentours de Tenerife (Îles Canaries)
- Belchite[8]

### France

#### Villages martyrs de la Première Guerre mondiale
La Meuse compte sept villages détruits pendant la bataille de Verdun en 1916 et jamais reconstruits : Beaumont-en-Verdunois, Bezonvaux, Cumières-le-Mort-Homme, Douaumont, Fleury-devant-Douaumont, Haumont-près-Samogneux, Louvemont-Côte-du-Poivre.
Dans la Marne, Perthes-lès-Hurlus, est aujourd'hui intégré dans le camp militaire de Suippes et fait partie de la commune de Souain-Perthes-lès-Hurlus.

#### Villages martyrs de la Seconde Guerre mondiale
- Oradour-sur-Glane en Limousin, incendié après le massacre de ses habitants par une division SS le 10 juin 1944. Son maintien en l'état a été délibérément décidé à des fins mémorielles et patrimoniales, et un autre village a été reconstruit à proximité.

#### Exode rural auXXesiècle
Alpes-de-Haute-Provence :
- Augès
- Beaudument
- Châteauneuf-lès-Moustiers
- Chénerilles
- Courchons
- Creisset
- Douroulles
- Esclangon
- Lagremuse
- Levens
- Le Poil
- Mariaud
- Saint-Symphorien
- Trévans
- Troins

Hautes-Alpes :
- Saint-Cyrice
- Châtillon-le-Désert
- Chaudun
- Clausonne
- Pomet

#### Ailleurs dans l'Hexagone
- Ys, ville légendaire de Bretagne, censée avoir existé au large de la baie de Douarnenez et avoir été engloutie par l'océan.
- Le Brezou, au nord du département de l'Aveyron, France - village construit  par EDF au moment de la construction du barrage de Labarthe, abandonné dans les années 1980[21].
- Brovès, ancienne commune du Var, abandonnée lors de la création du camp militaire de Canjuers en 1972.
- Le Bourget, commune du Jura, expropriée et abandonnée lors de la mise en eau de la retenue du barrage de Vouglans en 1968. Elle a été réunie à Orgelet.
- Brillat, village situé sur le territoire de Maisod après fusion des deux communes en 1822, disparu sous les eaux de la même retenue.
- Celles, commune de l'Hérault, expropriée et abandonnée lors de la mise en eau du lac du Salagou en 1969 et pourtant non recouverte par les eaux.
- Montcalmès, ancien hameau de l'Hérault, abandonné à la fin du XIXe siècle à cause de la difficulté d'approvisionnement en eau[22].
- Rombly, au sud de Camiers, fut recouvert par les sables une nuit de 1646 selon la légende.
- Périllos (Pyrénées-Orientales), déserté par son dernier habitant (un berger) en 1970 mais de nouveau occupé de façon saisonnière depuis les années 2000. Le hameau et ses terres ont été rattachés au village voisin d’Opoul, devenant ainsi la commune d’Opoul-Périllos, aujourd’hui habitée par quelques centaines de personnes.
- Issandolanges, village auvergnat abandonné en 1924, aujourd'hui sur le territoire de la commune de Novacelles dans le Puy-de-Dôme[23].
- Colombey, en Moselle, détruit pendant la guerre de 1870, aujourd'hui rattaché à la commune de Coincy.
- A Viviers (Ardèche), la "Cité Blanche", une ancienne cité ouvrière construite par Lafarge vers 1880 au sud de Montélimar[24].
- Clédat, village abandonné de Corrèze sur la commune de Grandsaigne.
- Saint-Martin-des-Prés, village disparu dans le département de l'Aisne sur la commune de Trefcon.
- Occi, en Corse, situé dans les hauteurs du village de Lumio.
- Tassu, village abandonné de la Corse-du-Sud, situé près de Cristinacce.

#### En France d'outre-mer
- Guisanbourg, ancienne commune de la Guyane. Seule l'église du village tient encore debout. La localité a été réunie avec Régina.
- L'île aux Marins est une île de l'archipel de Saint-Pierre-et-Miquelon qui comptait autrefois plusieurs centaines de familles de pêcheurs originaires de Normandie. Abandonnée dans les années 1960, l'île est une ville fantôme qui renaît chaque été pour le bonheur des touristes.

### Grèce

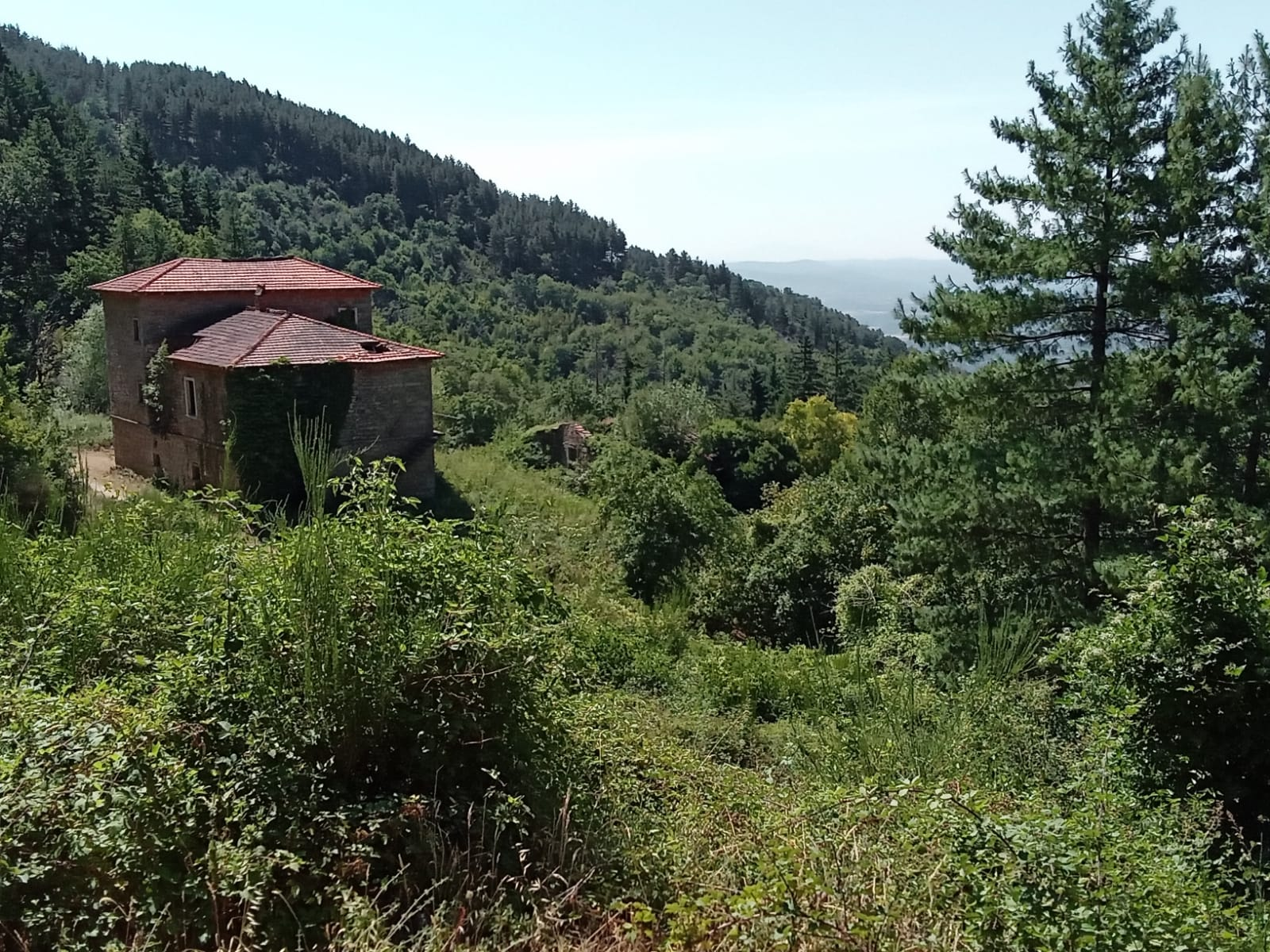
Village fantôme de Roveraia.

- Mistra (Péloponnèse)

### Italie
- Gairo Vecchia, Sardaigne
- Avi, Piémont
- Bussana Vecchia, Ligurie
- Balestrino, Ligurie

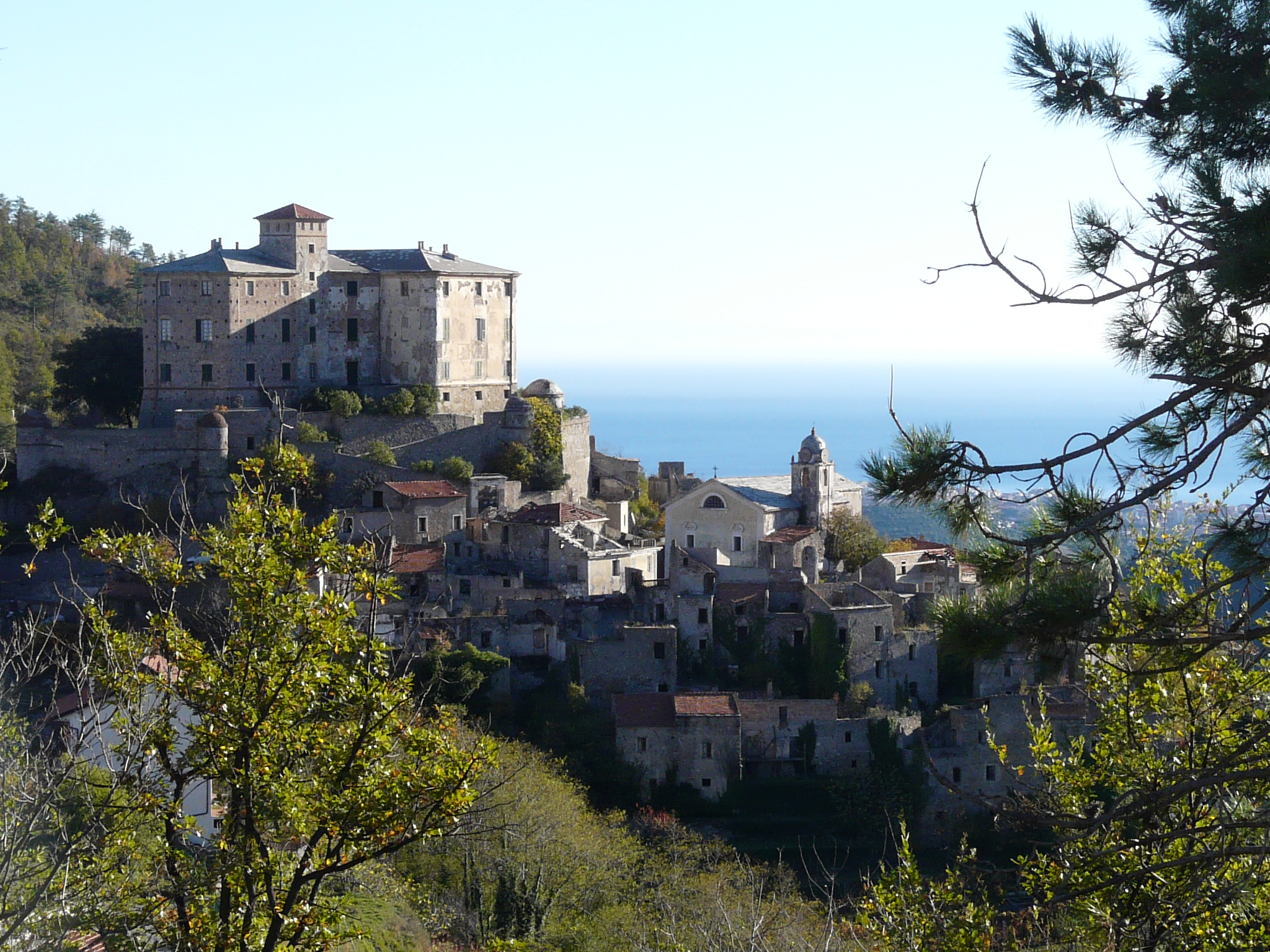
Ville fantôme de Balestrino.

- Melito Vecchio, Avellino, Campanie
- Connio Vecchio, Piémont
- Consonno (Olginate, Lecco)
- Craco (Matera, Basilicata)[8]
- Campomaggiore (Potenza, Basilicata)
- Poggioreale, Sicile
- Pompéi
- Rivarossa, Piémont
- Roghudi Vecchio, Calabre
- Roveraia, qui se trouve près de Pratovalle, Loro Ciuffenna, Arezzo, Toscane. La présence du village est attestée depuis le Moyen Âge, période où il y avait une tour. Pendant la Seconde Guerre mondiale il fut une importante base partisane, raison pour laquelle le village a été détruit par l’armée allemande[25],[26]. Il a été reconstruit puis abandonné entre les années 1960 et 1980. Deux projets ont été proposés pour la réhabilitation du bourg :
  1. En 2011, la proposition du Movimento Libero Perseo Roveraia eco - lab, basée sur la durabilité de l'environnement[27],[28] ;
  2. En 2019 le bourg a été au centre d’une proposition de récupération de l’architecte Emma Amidei qui prévoit son recouvrement par une combinaison de fonctions dans le cadre du projet plus large Ecomusée du Pratomagno [29],[30],[31].
- Tocco Caudio, Benevento, Campanie

### Lettonie
Skrunda-1 est une ville secrète abandonnée après le démantèlement des installations militaires russes.

### Norvège
Au Spitzberg : Advent City, Colesbukta, Grumantbyen, Pyramiden

### Pays-Bas
- Saeftinghe

### Pologne
- Kłomino, ancienne base secrète de l'Armée rouge,
- Pstrąże, ancienne base secrète de l'Armée rouge.

### Royaume-Uni
- Bothwellhaugh (en)[32]
- Dunwich, ville abandonnée à la mer.
- Tyneham (Angleterre)

### Russie européenne

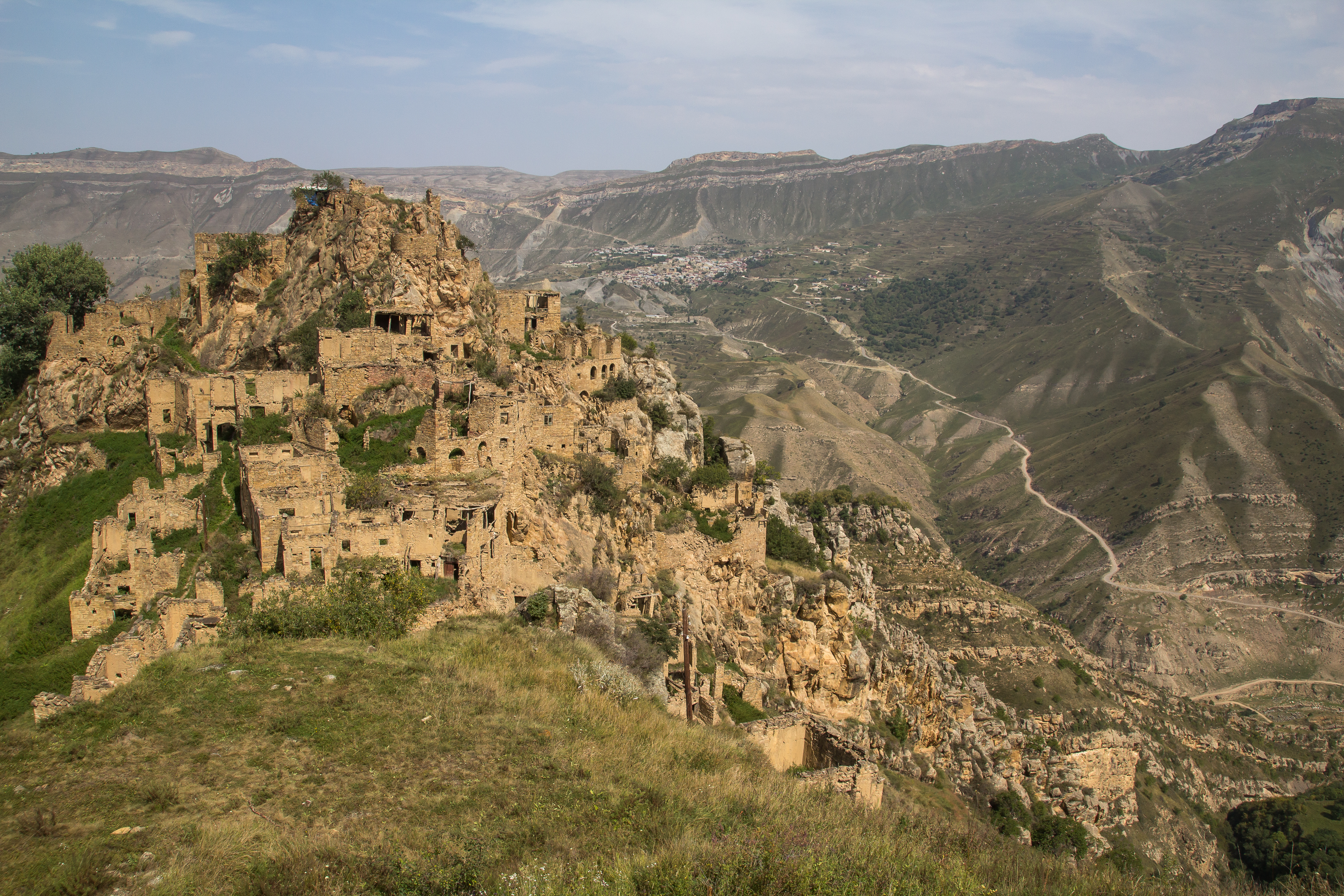
Ville de Gamsoutl, au Daghestan.

- Cités ouvrières des tourbières de Nazia
- Gamsoutl (ru), au Daghestan
- Zachiversk, ville de trappeurs dans la vallée de l'Indiguirka

### Ukraine
- Tchernobyl, ville devenue fantôme à la suite de la catastrophe nucléaire
- Prypiat, ville devenue fantôme après la catastrophe nucléaire de Tchernobyl[8]
- Kopatchi village devenue fantôme après la catastrophe nucléaire de Tchernobyl[33]

## Océanie

### Australie
- Calcifer
- Cook
- Kiandra
- Mary Kathleen
- Wittenoom

### Nouvelle-Zélande
- Lyell
- Orepuki
- Port Craig
- Waterton